# Bolzano Vicentino
Bolzano Vicentino er en italiensk by (og kommune) i regionen Veneto i Italien, med omkring 6.496(2023) indbyggere. 